# John Tyrrell
John Tyrrell, född 17 augusti 1942 i Salisbury i Sydrhodesia (nuvarande Harare i Zimbabwe), död 4 oktober 2018, var en brittisk musikvetare. Tyrrell studerade vid universiteten i Kapstaden och Brno och var sedan verksam som professor vid universitetet i Cardiff. Han publicerade ett stort antal böcker om tonsättaren Leoš Janáček. Han var redaktör på the Musical Times och The New Grove Dictionary of Music and Musicians.